# Liendre

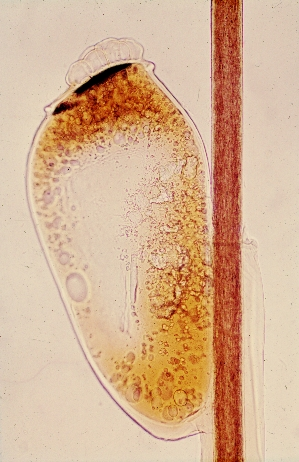
Liendre de piojo de cabeza, Pediculus humanus.

Las liendres son los huevos de los piojos. Estos últimos las depositan sobre un cabello o un pelo del hospedero, donde permanecen hasta que eclosionan.
Los piojos pertenecen al parvorden Phthiraptera, que se compone de casi 3000 especies de insectos parásitos sin alas. Todos son ectoparásitos de mamíferos y aves. 
Las liendres pegadas al cabello pueden estar vivas (con embrión en desarrollo) o vacías (el embrión ya eclosionado) Es importante ser capaz de identificar su estado. Las liendres eclosionadas y muertas pueden ser evidencia de infección pasada, sin representar un riesgo de infección, por lo que no sería necesario tratamiento.
Las liendres vivas son marrón oscuro y al comprimirlas entre las uñas revientan con un sonido característico; las eclosionadas y muertas son más claras y no revientan.
Las liendres completas consisten en un tubo que abraza el pelo con el huevo adosado en el extremo más distal al cuero cabelludo. Los huevos vivos tienen paredes curvas. El opérculo forma una tapa en la parte superior del huevo. Un huevo sin eclosionar tiene el opérculo en su lugar. Para eclosionar el opérculo se abre.
Las liendres muertas tienen el opérculo en su lugar, pero los lados de la liendre colapsaron hacia adentro. Probablemente el embrión vivo sea necesario para mantener la presión en la liendre y cuando el embrión muere la presión caiga haciendo que la presión atmosférica fuerce las paredes a desmoronarse.

## Tratamiento
Existen diferentes tratamientos para combatir a los piojos, como por ejemplo los champús antipiojos. En el caso de las liendres se utilizan lendreras para extraerlas de los cabellos en los que están adheridas. Un nuevo tratamiento consiste en aplicar aire caliente, con una máquina cuya patente está pendiente en los Estados Unidos por parte de Larada Science- Air Alle. Esta máquina diseca a las liendres y las mata. Tiene una efectividad de más del 99% en matar liendres, y por lo tanto es el método más efectivo hasta ahora encontrado. 
El tratamiento está recomendado en personas en las que se verifica una infestación activa. Todos los miembros de la familia y otros contactos cercanos deben ser revisados. Aquellas personas con evidencia de infestación activa pueden ser tratadas. Algunos expertos creen que el tratamiento profiláctico es prudente en personas que comparten la misma cama con individuos infestados. Todas las personas infestadas (convivientes y contactos cercanos) y sus compañeros de cama deben ser tratados al mismo tiempo.
El retratamiento de los piojos usualmente está recomendado por el alto nivel de recontagio. Para ser más efectivo el tratamiento deberá hacerse luego de que las liendres hayan roto el cascarón y antes que nuevas liendres sean producidas. El esquema de tratamiento puede variar dependiendo el pediculicida utilizado.
En el tratamiento de piojos, las medidas complementarias pueden combinarse con el tratamiento adecuado. Sin embargo, muchas de estas medidas no son necesarias para eliminar a los piojos. Por ejemplo: gorros, bufandas, fundas de almohadas, ropa de cama, toallas utilizadas por la persona infestada los dos días previos pueden lavarse en lavarropas o en seco, ya que los piojos y liendres se mueren con la exposición durante cinco minutos a temperatura superior a 53,5 °C. Todo lo que no pueda lavarse puede ser limpiado a seco o cerrado en bolsa plástica por dos semanas. Elementos como gorras, elementos de higiene personal y toallas que estuvieron en contacto con el pelo de la persona infestada no deben ser compartidas. Aspirar los muebles y pisos permitiría remover pelos que pudieran tener liendres adheridas.